# Monolake/Imbalance Computer Music
Monolake/Imbalance Computer Music, ou [ml/i], est un label indépendant de musique électronique basé à Berlin, fondé par Robert Henke en 1999. Ce label est voué à la publication des compositions du projet Monolake.
L'évolution du label a connu trois étapes:
- 1993 : Moritz von Oswald fonde Imbalance Recordings, division du label Basic Channel destinée à la publication de musique expérimentale en CD.
- 1997 : Robert Henke prend le relais de Moritz von Oswald à la tête du label, renommé Imbalance Computer Music, ou [i/cm].
- 1999 : création de Monolake/Imbalance Computer Music, division de Imbalance Computer Music exclusivement destinée aux productions de Monolake.

## Discographie

### Imbalance Recordings
- Imbalance 01 - Wieland Samolak - Steady State Music (CD)
- Imbalance 02 -	Robert Henke - Piercing Music (CD)
- Imbalance 03 -	Async Sense - Async Sense (CD)
- Imbalance 03 EP - Async Sense - Async Sense EP (12")
- Imbalance 04 -	Robert Henke -	Floating.Point (CD)

### Imbalance Computer Music
- EFA 10950-2 - Robert Henke - Piercing Music (CD)
- ICM 05 - Robert Henke - Signal To Noise (CD)
- ICM 06 - Robert Henke - Layering Buddha (CD / 5x7")

### Monolake / Imbalance Computer Music
- ML 001 - Monolake - Interstate (CD)
- ML 002 - Monolake - Tangent (12")
- ML 003 - Monolake - Gobi. The Desert EP (CD, EP)
- ML 004 - Monolake - Fragile / Static (12")
- ML 005 - Monolake - Ice. Stratosphere (12")
- ML 006 - Monolake - Gravity (CD)
- ML 007 - Monolake - Ionised Ping Frost (12")
- ML 008 - Monolake - Bicom / Remoteable / Cut (12")
- ML 009 - Monolake - Cinemascope (CD)
- ML 010 - Monolake - Linear Atomium Reminiscence (12")
- ML 011 - Monolake - Momentum (CD)
- ML 012 - Monolake - Cern White_II (12")
- ML 013 - Monolake - Invisible Force (12")
- ML 014 - Monolake - Axis Carbon (12")
- ML 015 - Monolake - Polygon_Cities (CD)
- ML 016 - Monolake - Digitalis Plumbicon (12")
- ML 017 - Monolake - Plumbicon Versions I (12")
- ML 018 - Monolake - Plumbicon Versions II (12")
- ML 019 - Monolake - Plumbicon Versions (CD, EP)
- ML 020 - Monolake - Alaska Melting (12")
- ML 021 - Monolake - Alaska Remixes (12")

Repressages (remasterisés et nouveau design)
- ML 001 - Monolake - Interstate (CD)
- ML 002 - Monolake - Tangent (12")
- ML 004 - Monolake - Fragile / Static (12")
- ML 008 - Monolake - Bicom / Remoteable / Cut (12")